# Ignác Mühlwenzel
Ignác Mühlwenzel (asi 1690, Cheb, České království – 7. listopadu 1766, Praha, České království), byl český matematik německého původu.

## Život
Ignác Mühlwenzel (uváděný v Biographisches Lexikon des Kaiserthums Oesterreich jako Heinrich Mühlwenzel) v byl členem jezuitského řádu a profesorem matematiky na univerzitách v Praze a ve Vratislavi. Byl to zkušený optik, který vyráběl čočky pro své vlastní dalekohledy. Jeho žákem byl Joseph Stepling a nepřímo na něj navazuje celá řada dalších matematiků, například Jan Tesánek.
V roce 1736 publikoval dílo Fundamenta Mathatica ex aritmetica, geometria et trigonometria.